# Большие гонки (телепрограмма)
«Больши́е го́нки» — спортивно-развлекательное шоу, популярное более чем в 30 странах мира. Русская версия французского телешоу «Intervilles», где Россия принимала участие с 2005 по 2014 год и побеждала 8 раз. Премьера шоу состоялась 25 сентября 2005 года на «Первом канале».
Постоянный рефери (во Франции) — швейцарский и международный телеведущий и шоумен Оливье Гранжан.
Повторы шоу на Украине ретранслировались на телеканале «Мега» со 2 апреля 2010 по август 2011 годов в блоке «Шукачі пригод» (Искатели приключений) вместе с программами «Игры патриотов» (украинский аналог) и «Властелин горы» (горнолыжное шоу от создателей «Больших гонок»), было показано всего 6 сезонов 2005—2009 годов.

## История

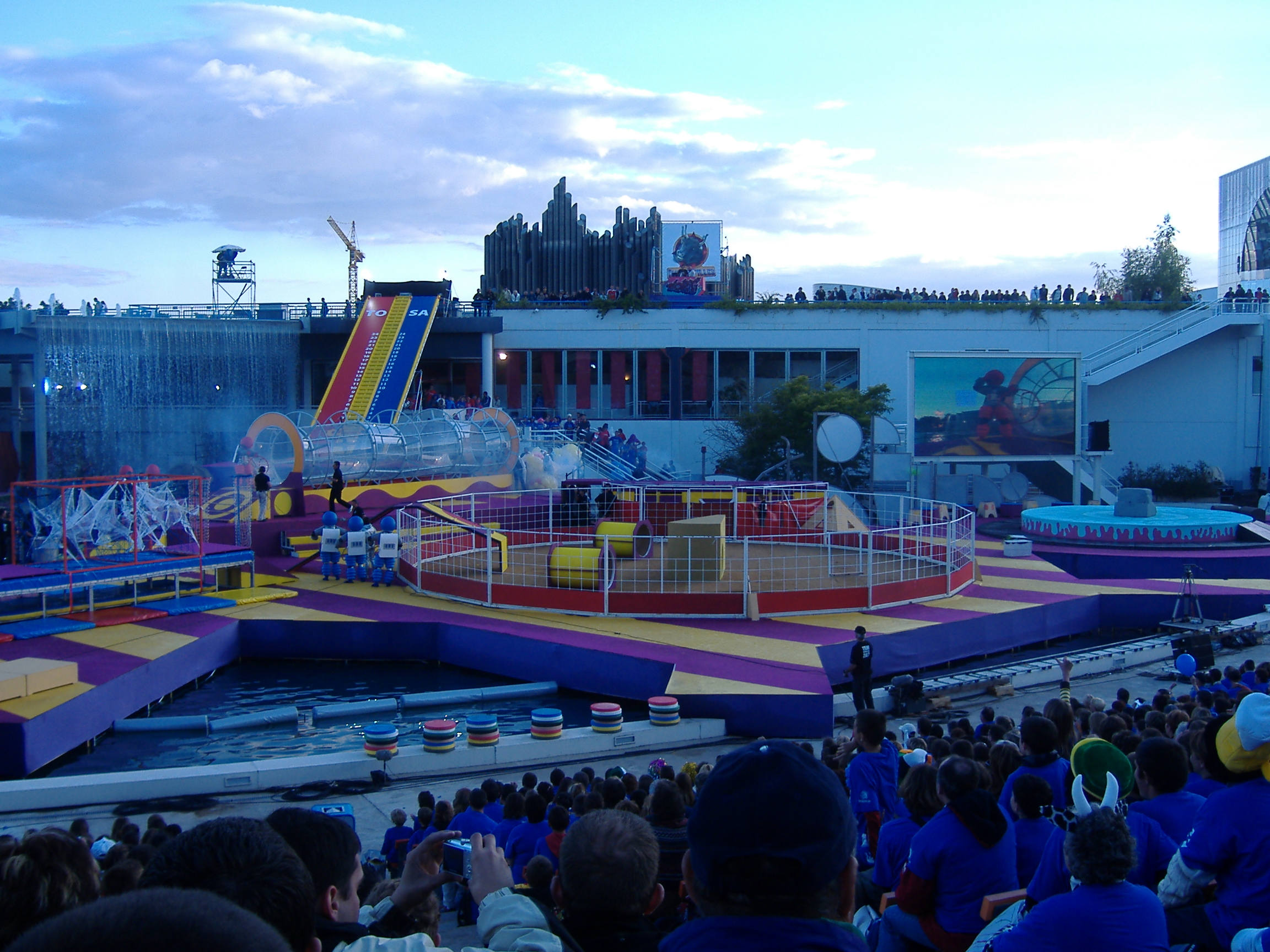
Проект «Intervilles» в Футуроскопе, Франция, 2007 год

Телевизионный проект «Intervilles» создали Гай Люкс и Леон Зитрон в 1962 году. Сначала в каждом выпуске шоу выходят команды от двух городов Франции, соревнуясь в различных персональных и командных конкурсах. Вскоре президент Франции тех лет Шарль де Голль использовал шоу, чтобы укрепить дружбу народов и развлечь молодёжь Европы, и игры стали проводить между городами Европы.
Шоу основано на итальянском игровом телешоу «Campanile sera», которое появилось ещё в 1959 году в Италии, а завершилось в 1962 году, название шоу на русском значит как — «Вечер на колокольне».
Сначала в то время в шоу появились конкурсы, такие как — армрестлинг, перетягивание каната, с быком и всадником на лошади, даже есть случай, что бык бил рогами лошадь, позже появились новые, такие как — с горкой и бассейном, быком, центрифугой и финальный победный «Горки», в котором каждый участник должен подняться вверх быстрее другого своего соперника и тогда после этого он может одержать свою победу, также есть другие конкурсы.
Аналогичные соревнования проходили с участием команд из разных стран Европы: международная версия фигурировала под названием «Jeux Sans Frontières» (с фр. — «Игры без границ»), в Великобритании — «It’s a Knockout» (с англ. — «Это нокаут»), однако и её также называли «Intervilles».
Начиная с сезона 2004-го, отличием было не только участие сборных из разных стран, но и возросшее число команд в одном выпуске до 4. В 2014 году было создано ответвление «Intervilles International», где сражаются по одной стране от каждого континента, но после 2016 успехов не имело.
2 октября 2015 года состоялась премьера 11 сезона без участия России, в котором участие принимали Казахстан, Франция, Китай, Венгрия и Алжир («Намыс дода» на канале «Казахстан»). Также в 2016 году состоялась премьера последнего 12 сезона с этими же странами, которые хотят повторно сыграть и победить в сезоне — это последний 3 сезон французской версии «Intervilles International» на канале «Gulli».
В декабре 2019 года стало известно про возобновление шоу «Intervilles» 2020 года, которое могло сниматься в парижском «Диснейленде», однако его съёмки отклонили в связи с пандемией коронавируса в 2020 году, отложив их на 2021 год.
Ещё тогда в это время в 2019 году заявили, что программу будут возобновлять уже без быков, которых организаторы программы специально выращивали и охраняли для программы и её съемок в специальном здании под названием «Top la vachette!» (по русски — «Выпускайте бычка!»).
Позже после этого в 2020 году стало известно, что в этом же году умерла известная в шоу французская бойцовая корова по имени Роза (по французски — «Rosa»), которая известна уже для шоу с 2000-х годов до последних дней своей жизни.

## Правила

### Основные конкурсы
От каждой страны выбирается своя команда, куда входят звёзды кино, спорта и шоу-бизнеса. В команде назначается капитан. По правилам игры он не имеет права принимать участия в конкурсах, но имеет право назначать участников. Ему помогает в этом тренер команды. Каждая игра состоит из 5 отборочных конкурсов, где нужно набрать как можно больше баллов. В финале отборочных испытаний шесть. Чем больше будет баллов к последнему финальному конкурсу «Горки», тем ближе будет к финишу команда. Как правило, приблизительная схема испытаний такова:
1. Испытание в бассейне. Выполнить какую-либо работу как можно быстрее (чаще всего за ограниченный период времени), либо принести как можно больше предметов к финишу.
2. Испытание с быком № 1. Выступают по две пары команд поочерёдно.
3. Испытание на центрифуге. В центре спортивной площадки установлена гигантская центрифуга, состоящая из двух частей, вращающихся в противоположные стороны. Скорость центрифуги может меняться организаторами по ходу конкурса.
4. Испытание с быком № 2. Чаще всего выступают одновременно все команды, хотя иногда действуют и попарно.
5. Испытание в костюмах. Игрок в тяжёлом костюме (обычно это костюмы животного, официанта, борца сумо, и т. п.) должен преодолеть полосу препятствий (в которую часто входит и центрифуга). Каждый раз из конкурса выбывает пришедший к финишу последним — победа достаётся только победившему в последнем раунде.
6. Финальный конкурс «Горки» (9-й сезон 2012 года — «Дорога на Олимп», 10-й сезон 2014 года — «Гора чемпионов» (см. ниже)).

В каждой игре есть по два травмоопасных конкурса с быком. Участникам нужно выполнять различные задания, находясь на арене с разъярённым животным. Этот бык очень опасен, и несмотря на то, что на его рога надеты специальные насадки, благодаря которым он не может пронзить жертву, бык всё равно может покалечить людей, что в «Больших гонках» было неоднократно, поэтому на стадионе дежурит бригада скорой помощи. Скорость быка при разгоне могла достигать показателя в 50 км/ч. Перед состязаниями быков кормят специальным кормом.
29 октября 2013 года Дмитрий Нагиев в пресс-службе газеты «Комсомольская правда» заявил, что быки — это испанские бойцовые коровы.
Костюмы, которые надевают участники в пятом конкурсе, весят от 20 до 40 кг, вследствие чего в случае падения игроку бывает очень трудно встать и продолжить дистанцию. На съёмках нередко фиксировались случаи тепловых ударов.
Во время конкурсов велика опасность травм, причём самый высокий уровень травматизма, как правило, наблюдался в конкурсах с быком. После схватки с быком у людей наблюдались переломы рук и ног и даже травмы позвоночника, однако французские организаторы конкурса отказываются отменять травмоопасные конкурсы, опасаясь потери зрелищности.

### Правила финального конкурса «Горки» («Дорога на Олимп», «Гора чемпионов»)
В этом конкурсе первые участники, по одному от каждой команды, стартуют с той позиции, сколько очков их команда набрала в предыдущих конкурсах (максимум 20 баллов). Два остальных участника поднимаются с самой нижней позиции. Задача состоит в том, чтобы подняться с шестом до финиша, после чего скатиться вниз, передавая эстафету товарищу по команде. На финише игрок обязан поставить шест в специальные отмеченные пазы. Команда, которая первой завершит эту эстафету, побеждает во всей игре вне зависимости от количества набранных перед конкурсом баллов (таким образом, даже занимающая 4-е место команда перед финалом имеет теоретические шансы победить, а лидер перед финалом не гарантирует себе победу).
Для подъёма должна использоваться только сила рук, а игрок может опираться только коленями. Касаться ступнями горки или помогать себе локтями категорически запрещено, что чревато дисквалификацией всей команды. Нередки были случаи, когда игрок срывался с дистанции. В случае нарушения правил двумя командами конкурс проводится заново (однако бывали и исключения, к примеру, в одной из игр 2011 года правила нарушили сразу 3 команды, и победа была отдана Украине, не имеющей нарушений). Команду также могут дисквалифицировать и за фальстарт. При рассмотрении сложных моментов используется видеоповтор.
С 1 по 8 сезон в полуфиналы и финалы от каждой страны отбирались лучшие команды — первым критерием была победа в отборочных играх, вторым — набранные баллы перед финалом.
В 8 сезоне в связи с участием 8 команд конкурс проходил в 2 этапа по 4 команды. Победитель всей игры определялся по времени — таким образом, победитель первого этапа мог проиграть победителю второго этапа по времени. В 9 сезоне проходил по тем же правилам, что и в 8-м сезоне, но количество «горок» сократилось до трёх в связи с участием 6 команд (2 этапа по 3 команды).
В 10 сезоне количество «горок» стало равным количеству участвующих стран — 6. После каждой отборочной игры победившая команда получает 1 балл, после двух полуфиналов — по 3 балла, и эти баллы добавлялись команде в финале на «Горе чемпионов».

## Ведущие
- Независимый арбитр и рефери — Оливье Гранжан
- Россия — Дмитрий Нагиев[10] (1—9 сезоны, 1 выпуск 10 сезона), Кирилл Набутов (10 сезон)
- Украина — Павел Костицын (2005—2006), Кузьма Скрябин (2011)
- Франция — Сесиль де Mенибус, Джоан Фаггианелли, Натали Симон, Нагуи, Бруно Гийон, Оливье Минн и Валери Бег (2021)
- Китай — Ван Лицинь, Эйда Чаньлинь и Жен Ченг
- Белоруссия — Люция Лущик, Вадим Галыгин (2008—2009), Дмитрий Танкович (2009) и Евгений Булка (2010—2011)
- Венгрия — Эмма Буйтор
- Чехия — Каролина Куркова
- Греция — Надя Буле

## Тренеры команд
- Ольга Слуцкер (2005—2012)
- Елена Вайцеховская (2014)
- Лидия Скобликова — (2014 — 8 и 10 выпуски 10 сезона)
- Ольга Давыдко (2011, Украина)

## Премьеры сезонов
- 1 сезон — 25 сентября 2005 года
- 2 сезон — 18 марта 2006 года
- 3 сезон (Новая битва) — 9 сентября 2006 года
- 4 сезон (Возвращение чемпионов) — 30 сентября 2007 года
- 5 сезон (Олимпийский сезон) — 7 сентября 2008 года[11]
- 6 сезон (Старая гвардия) — 6 сентября 2009 года[12]
- 7 сезон (На Париж!) — 4 сентября 2010 года[13]
- 8 сезон (Большие олимпийские гонки) — 3 сентября 2011 года[14]
- 9 сезон (Братство колец) — 23 сентября 2012 года[15]
- В 2013 году соревнования не проходили по причине недопуска французских быков в Китай, где должны были идти съёмки[16], в том же году на телеканале «France 2» было показано юбилейное полнометражное шоу к 50-летию «Intervilles 50 ans» 29 июня.
- 10 сезон (Битва континентов) — 14 сентября 2014 года[17]
- Сезоны 2015 и 2016 годов проводились уже без участия России на острове Хайнань в Китае, на казахском телеканале «Казахстан» показали казахскую версию «Намыс дода» 2015 года, а на французском телеканале «Gulli» показали французскую версию «Intervilles International» 2015—2016 годов.

## Критика
Анатолий Лысенко критически отзывался о данном телешоу:

Удивляет великодержавная истерия в «Больших гонках». Причём с приближением выборов [текст был написан в 2011 году] она только нарастает. Этот радостный вопль «Давай, Россия! Давай-давай!», набор популярных лиц… Мне это чем-то напоминает такой анекдот. Умирает старый еврей. Вдруг он поднимает голову и спрашивает: «Зяма здесь?» Ему отвечают: «Здесь-здесь». «А Сёма?» — «Сёма тоже тут». — «А Рива?» — «И Рива здесь». — «А кто же в лавке остался?». Когда смотрю программу с Нагиевым, задаюсь тем же вопросом: кто же в России-то, о которой столько трибуны поют, остался, если все там? А уж как подаётся соревнование… это даже круче, чем Олимпийские игры. Если проиграем — всё, страна закрыта на капитальный ремонт и полную смену руководства.

Такой попсово-телевизионный Куршевель, только вместо олигархов — уже изрядно надоевшие лица.

25 апреля 2013 года в СМИ сообщили о том, что в 2012 году российский «Первый канал» сфальсифицировал итоги шоу. В версии финала, показанной в декабре во всех странах, кроме России, победу одержала сборная Казахстана. Однако в версии «Первого канала» для российских зрителей чемпионов было сразу два: Россия и Казахстан. Капитан российской команды Анна Шатилова подтвердила, что было отснято две версии финала. Пресс-служба «Первого канала» не дала никаких комментариев СМИ, попросив их прислать официальный запрос.
29 октября 2013 года в пресс-службе газеты «Комсомольская правда» Дмитрий Нагиев рассказал, что его сын Кирилл работал в «Больших гонках» администратором еще несовершеннолетним и ему с ним предложили вести шоу:

— А ваш сын за эти годы хоть раз принял участие в «Гонках»? (пресс-служба)
— Только в качестве администратора, пока был несовершеннолетний. Но в этом году руководство Первого канала предложило ему в паре со мной вести «Большие гонки». (Нагиев)
— И? (пресс-служба)
— Вести со мной - не самая легкая задача. Сын готовился, что-то писал себе, но китайцы подсуропили. Тем не менее мне кажется, что, когда он вскочит в колею, у него все получится. (Нагиев)

## Победители сезонов
| Сезон | Год  | 1 место   | 2 место    | 3 место   | 4 место   | 5 место | 6 место | 7 место | 8 место        |
| ----- | ---- | --------- | ---------- | --------- | --------- | ------- | ------- | ------- | -------------- |
| 1     | 2005 | Китай     | Россия     | Украина   | Франция   |         |         |         |                |
| 2     | 2006 | Россия    | Украина    | Франция   | Китай     |         |         |         |                |
| 3     | 2006 | Россия    | Украина    | Румыния   | Италия    |         |         |         |                |
| 4     | 2007 | Россия    | Китай      | США       | Казахстан |         |         |         |                |
| 5     | 2008 | Россия    | Казахстан  | Китай     | США       |         |         |         |                |
| 6     | 2009 | Россия    | Белоруссия | Китай     | США       |         |         |         |                |
| 7     | 2010 | Китай     | Белоруссия | Россия    | Франция   |         |         |         |                |
| 8     | 2011 | Россия    | Белоруссия | Армения   | Китай     | Чехия   | Украина | Франция | Великобритания |
| 9     | 2012 | Казахстан | Россия     | Испания   | Греция    | Китай   | Франция |         |                |
| 10    | 2014 | Россия    | Франция    | Индонезия | Венгрия   | Америка | Египет  |         |                |
| 11    | 2015 | Франция   | Казахстан  | Венгрия   | Китай     | Алжир   |         |         |                |
| 12    | 2016 | Казахстан | Китай      | Венгрия   | Франция   | Алжир   |         |         |                |

## Вещание
| Страна/город    | Года                                             | Телеканал           | Сезоны                                                  |
| --------------- | ------------------------------------------------ | ------------------- | ------------------------------------------------------- |
| Флаг России     | с 2005 по 2014 год, с 2018 по 2020 год (повторы) | Первый канал        | Все сезоны                                              |
| Флаг Украины    | с 2005 по 2007 год                               | Интер               | Игры патриотов (все сезоны)                             |
| Флаг Украины    | с 2008 по 2009 год                               | К1                  | Игры патриотов (под слоганом «Назад в будущее!»)        |
| Флаг Беларуси   | с 2008 по 2009 год                               | ОНТ                 | Битва городов                                           |
| Флаг Беларуси   | с 2009 по 2011 год                               | ОНТ                 | Битва титанов                                           |
| Флаг Украины    | с 2005 по 2006 год, с 2007 по 2011 год (повторы) | Интер+              | Игры патриотов (все сезоны)                             |
| Флаг Казахстана | с 2007 по 2015 год                               | Казахстан           | Намыс дода                                              |
| Флаг Украины    | со 2 апреля 2010 по август 2011 год              | Мега                | Сезоны 2005 и 2009 годов и «Игры патриотов»             |
| Флаг Украины    | с 2011 по 2012 год                               | ICTV                | Битва наций                                             |
| Флаг Украины    | с 18 по 25 июня 2012 года                        | Первый национальный | Игры патриотов (2 сезон, под названием «Мы — патриоты!» |
| Флаг Франции    | с 2014 по 2016 год                               | Gulli               | Intervilles International                               |

## Названия шоу в других странах
- Франция — «Междугородние» (фр. Intervilles) и «Междугородние Международные» (фр. Intervilles International) (2014—2016) — телеканал «Gulli»